# Pécharic-et-le-Py
Pécharic-et-le-Py – miejscowość i gmina we Francji, w regionie Oksytania, w departamencie Aude.
Według danych na rok 1990 gminę zamieszkiwało 29 osób, a gęstość zaludnienia wynosiła 5 osób/km² (wśród 1545 gmin Langwedocji-Roussillon Pécharic-et-le-Py plasuje się na 870 miejscu pod względem liczby ludności, natomiast pod względem powierzchni na miejscu 966).